# Allan Cole
Allan Cole   (Kingston, 14 d'octubre de 1950) és un exfutbolista jamaicà de la dècada de 1970.
Fou internacional amb la selecció de Jamaica.
Pel que fa a clubs, destacà a Atlanta Chiefs i Náutico Capibaribe.